# 격정가
격정가는 한국에서 제작된 김성민 감독의 1961년 영화이다. 김진규 등이 주연으로 출연하였고 김현호 등이 제작에 참여하였다.

## 출연

### 주연
- 김진규
- 황정순
- 조미령

## 제작진
- 조명: 김영달
- 미술: 이수진